# Дочка Фергани
«Дочка Фергани» — радянський чорно-білий художній фільм 1948 року, знятий режисером Набі Ганієвим на Ташкентській кіностудії.

## Сюжет
Про долю передової дівчини-хлопкороба.

## У ролях
- Юлдуз Різаєва — Дільбар
- Асад Ісматов — Джаббар-ата, бригадир
- Рахім Пірмухамедов — Палван
- Іван Шквалов — епізод
- Х. Аманова — епізод
- Максум Юсупов — Алімжон
- Гулям Аглаєв — епізод
- Раззак Хамраєв — епізод
- Н. Ішмухамедов — епізод
- Назіра Алієва — епізод
- Кабіл Халіков — епізод
- Ірада Алієва — Хайрі

## Знімальна група
- Режисер — Набі Ганієв
- Сценаристи — Набі Ганієв, Михайло Мелкумов
- Оператор — Василь Симбірцев
- Композитор — Олексій Козловський
- Художник — Валентин Синиченко